# Physics processing unit

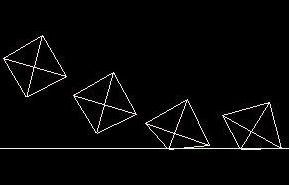
Animatie van SPARTA, een van de eerste PPU's.

Een physics processing unit (PPU) is een microprocessor die specifiek ontworpen is voor het uitvoeren van natuurkundige berekeningen in software, met name de physics engine van computerspellen. Deze hardware neemt bepaalde taken op zich die anders gedaan zouden worden door de processor, vergelijkbaar met de videokaart die berekeningen met betrekking tot de graphics uitvoert. Deze vorm van hardwareacceleratie maakt het mogelijk de natuurkundige berekeningen sneller uit te voeren.
De eerste uitgebrachte kaart die een PPU werd genoemd was de PhysX van AGEIA. Spellen die deze kaart willen benutten moeten gebruikmaken van de PhysX SDK (voorheen bekend als NovodeX SDK).
De eerste academische projecten met PPU's waren SPARTA, een FPGA-gebaseerde PPU, en de opvolger daarvan, HELLAS. De naam SPARTA staat voor Simulation of Physics on A Real Time Architecture.